# Lijst van gemeenten in Zweden

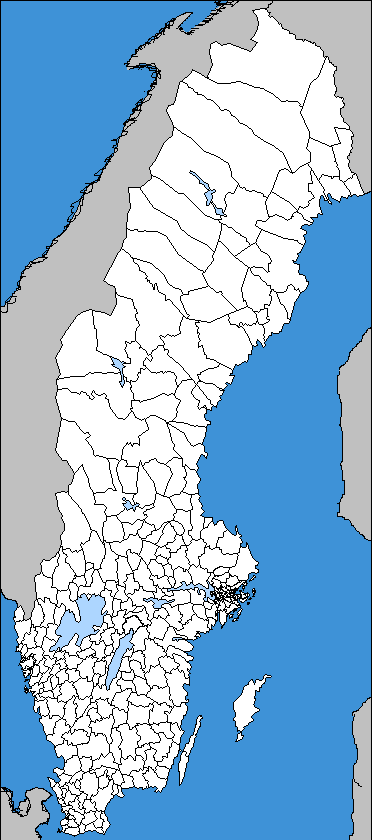
Zweedse gemeenten

Dit is een lijst van Zweedse gemeenten. Er waren 290 gemeenten in 2004.
| - Ale - Alingsås - Älmhult - Älvdalen - Alvesta - Älvkarleby - Älvsbyn - Åmål - Aneby - Ånge - Ängelholm - Arboga - Åre - Årjäng - Arjeplog - Arvidsjaur - Arvika - Åsele - Askersund - Åstorp - Åtvidaberg - Avesta - Båstad - Bengtsfors - Berg - Bjurholm - Bjuv - Boden - Bollebygd - Bollnäs - Borås - Borgholm - Borlänge - Botkyrka - Boxholm - Bräcke - Bromölla - Burlöv - Dals-Ed - Danderyd - Degerfors - Dorotea - Eda - Ekerö - Eksjö - Emmaboda - Enköping - Eskilstuna - Eslöv - Essunga - Fagersta - Falkenberg - Falköping - Falun - Färgelanda - Filipstad - Finspång - Flen - Forshaga - Gagnef - Gällivare - Gävle - Gislaved - Gnesta - Gnosjö - Göteborg - Götene - Gotland - Grästorp - Grums - Gullspång - Habo - Håbo - Hagfors - Hällefors - Hallsberg - Hallstahammar - Halmstad - Hammarö - Haninge - Haparanda - Härjedalen - Härnösand - Härryda - Hässleholm - Heby - Hedemora - Helsingborg - Herrljunga - Hjo - Hofors - Höganäs - Högsby - Höör - Hörby - Huddinge - Hudiksvall | - Hultsfred - Hylte - Järfälla - Jokkmokk - Jönköping - Kalix - Kalmar - Karlsborg - Karlshamn - Karlskoga - Karlskrona - Karlstad - Katrineholm - Kävlinge - Kil - Kinda - Kiruna - Klippan - Knivsta - Köping - Kramfors - Kristianstad - Kristinehamn - Krokom - Kumla - Kungälv - Kungsbacka - Kungsör - Laholm - Landskrona - Laxå - Lekeberg - Leksand - Lerum - Lessebo - Lidingö - Lidköping (gemeente) - Lilla Edet - Lindesberg - Linköping - Ljungby - Ljusdal - Ljusnarsberg - Lomma - Ludvika - Luleå - Lund - Lycksele - Lysekil - Malå (gemeente) - Malmö - Malung-Sälen - Mariestad - Mark - Markaryd - Mellerud - Mjölby - Mölndal - Mönsterås - Mora - Mörbylånga - Motala - Mullsjö - Munkedal - Munkfors - Nacka - Nässjö - Nora - Norberg - Nordanstig - Nordmaling - Norrköping - Norrtälje - Norsjö - Nybro - Nyköping - Nykvarn - Nynäshamn - Ockelbo - Öckerö - Ödeshög - Olofström - Örebro - Örkelljunga - Örnsköldsvik - Orsa - Orust - Osby - Oskarshamn - Österåker - Östersund - Östhammar - Östra Göinge - Ovanåker - Överkalix - Övertorneå - Oxelösund | - Pajala - Partille - Perstorp - Piteå - Ragunda - Rättvik - Robertsfors - Ronneby - Säffle - Sala - Salem - Sandviken - Säter - Sävsjö - Sigtuna - Simrishamn - Sjöbo - Skara - Skellefteå - Skinnskatteberg - Skövde - Skurup - Smedjebacken - Söderhamn - Söderköping - Södertälje - Sollefteå - Sollentuna - Solna - Sölvesborg - Sorsele - Sotenäs - Staffanstorp - Stenungsund - Stockholm - Storfors - Storuman - Strängnäs - Strömstad - Strömsund - Sundbyberg - Sundsvall - Sunne - Surahammar - Svalöv - Svedala - Svenljunga - Täby - Tanum - Tibro - Tidaholm - Tierp - Timrå - Tingsryd - Tjörn - Tomelilla - Töreboda - Torsås - Torsby - Tranås - Tranemo - Trelleborg - Trollhättan - Trosa - Tyresö - Uddevalla (gemeente) - Ulricehamn - Umeå) - Upplands-Bro - Upplands Väsby - Uppsala - Uppvidinge - Vadstena - Vaggeryd - Valdemarsvik - Vallentuna - Vänersborg - Vännäs - Vansbro - Vara - Varberg - Vårgårda - Värmdö - Värnamo - Västerås - Västervik - Vaxholm - Växjö - Vellinge - Vetlanda - Vilhelmina - Vimmerby - Vindeln - Vingåker - Ydre - Ystad |